# Exotic Birds and Fruit
Exotic Birds and Fruit – siódmy album studyjny angielskiego zespołu rockowego Procol Harum, wydany w 1974 roku przez wytwórnię Chrysalis.

## Lista utworów
Opracowano na podstawie materiału źródłowego.
Wydanie LP:
Strona A
| Nr | Tytuł utworu            | Słowa      | Muzyka       | Długość |
| -- | ----------------------- | ---------- | ------------ | ------- |
| 1. | „Nothing But the Truth” | Keith Reid | Gary Brooker | 3:13    |
| 2. | „Beyond the Pale”       | Keith Reid | Gary Brooker | 3:03    |
| 3. | „As Strong as Samson”   | Keith Reid | Gary Brooker | 5:05    |
| 4. | „The Idol”              | Keith Reid | Gary Brooker | 6:38    |
|    |                         |            |              | 17:59   |

Strona B
| Nr | Tytuł utworu                | Słowa      | Muzyka       | Długość |
| -- | --------------------------- | ---------- | ------------ | ------- |
| 1. | „The Thin End of the Wedge” | Keith Reid | Gary Brooker | 3:44    |
| 2. | „Monsieur R. Monde”         | Keith Reid | Gary Brooker | 3:40    |
| 3. | „Fresh Fruit”               | Keith Reid | Gary Brooker | 3:05    |
| 4. | „Butterfly Boys”            | Keith Reid | Gary Brooker | 4:25    |
| 5. | „New Lamps for Old”         | Keith Reid | Gary Brooker | 4:07    |
|    |                             |            |              | 19:01   |

## Twórcy
Opracowano na podstawie materiału źródłowego.
Muzycy:
- Gary Brooker – śpiew, fortepian
- Chris Copping – organy
- Mick Grabham – gitara
- Alan Cartwright – gitara basowa
- B.J. Wilson – perkusja
- Keith Reid – teksty

Dodatkowi muzycy:
- B. J. Cole – elektryczna gitara stalowa

Produkcja:
- Chris Thomas – produkcja muzyczna
- John Punter – inżynieria dźwięku
- Chris Michie – inżynieria dźwięku
- Jakob Bogdani – obraz na okładce